# Richu
Keizer Richū (履中天皇, Richū-tennō) was de zeventiende keizer van Japan, volgens de traditionele opvolgingsvolgorde.
Er zijn geen exacte data bekend omtrent zijn geboorte, regeerperiode en dood. Richū zou ergens in de vroege 5e eeuw over Japan hebben geheerst. De meest gangbare periode die aan hem wordt toegeschreven is 400 tot 405.
Volgens Nihonshoki en Kojiki was Richū de eerste zoon van keizer Nintoku. Hij zou in het zesde jaar van zijn regeerperiode zijn gestorven aan een ziekte. Zijn graftombe bevindt zich in de provincie Kawachi, in het midden van de huidige prefectuur Osaka. Hij werd opgevolgd door zijn jongere broer, Hanzei. Geen van zijn eigen zonen erfde de troon, maar twee van zijn kleinzonen werden later wel keizer: Kenzo en Ninken.
Sommige geleerden identificeren Richū met Koning San in het Boek van de Song. San zond tweemaal (in 421 en 425) boodschappers naar de Liu Song-dynastie, en werd na zijn dood ook opgevolgd door zijn jongere broer.